# Пітер Пол
Пітер Пол (англ. Peter Paul; нар.. 8 березня 1957, Гартфорд) — американський актор, спортсмен та музикант.

## Біографія
Пітер Пол народився 8 березня 1957 року у місті Гартфорд, штат Коннектикут, США. Брат-близнюк Девіда Пола. З юності займається культуризмом. У 1988 році був номінований на премію «Золота малина» у категорії «Найгірша нова зірка» за фільм «Варвари». Разом з братом став широко відомий після зйомок у фільмі «Няньки».
У 2005 році Пітер був провідним американським телешоу. У 2013 році разом із братом знявся у фільмі «Таверна на розі Фейт-стріт».

## Фільмографія
| Рік  |   | Українська назва           | Оригінальна назва          | Роль           |
| ---- | - | -------------------------- | -------------------------- | -------------- |
| 1983 | ф | Вашингтонське таксі        | D.C. Cab                   | Бадді          |
| 1984 | с | Лицар доріг                | Knight Rider               | Турк           |
| 1984 | ф | Хлопчина з Фламінго        | The Flamingo Kid           | Дірк           |
| 1987 | ф | Варвари                    | The Barbarians             | Катчек         |
| 1989 | ф | Рабіжники з великої дороги | The Road Raiders           | Блю            |
| 1989 | ф | Думай по-великому          | Think Big                  | Рейф           |
| 1989 | ф | Привид Голлівуду           | Ghost Writer               | Тоні           |
| 1992 | ф | Подвійні неприємності      | Double Trouble             | Пітер Джейд    |
| 1994 | ф | Природжені вбивці          | Natural Born Killers       | Хан            |
| 1994 | ф | Няньки                     | Twin Sitters               | Пітер Фальконе |
| 2005 | ф | Бездушний                  | Souled Out                 | Доріан/Диявол  |
| 2005 | ф | Білий кінь мертвий         | The White Horse Is Dead    | читач          |
| 2013 | ф | Таверна на розі Фейт-стріт | Faith Street Corner Tavern | Пітер Пелпін   |